# Рубинський Костянтин Іванович
Костянтин Іванович Рубинський (13 травня 1860 р., м. Балта — 1 грудня 1930, Харків) — український бібліотекознавець, бібліограф, перекладач, педагог, перший директор наукової бібліотеки Харківського університету, засновник Харківської бібліотечної школи.

## Біографія
Народився Костянтин Іванович Рубинський 13 травня 1860 р. у місті Балта Подільської губернії (нині — Одеська область).
Його батько Рубинський Іван Демидович і мати Тиманська Варвара Петрівна були, за архівними даними, зі «священницких детей». Закінчивши Курську духовну семінарію, батько обрав для себе військову кар'єру, яку завершив підполковником 126-го Пензенського піхотного Рильського полку.
Початкову освіту К. Рубинський здобув у Корочанській і Ніжинській гімназіях.
У 1878 р. він вступив до Ніжинського історико-філологічного інституту ім. кн. Безбородька (нині — Ніжинський державний університет ім. М. Гоголя).
У 1883 р. він перевівся на 4 курс історико-філологічного факультету Харківського Імператорського університету, який закінчив у 1885 р. з дипломом І ступеня і званням кандидата, захистивши кандидатську роботу на тему: «Княжение Ярослава в Новгороде и его значение в новгородской истории».
Після закінчення університету К. Рубинський вчителював у жіночій гімназії «Філіпс» у Харкові, а згодом — у пензенському реальному училищі і пензенській гімназії. Наприкінці 1893 р. він повернувся до Харкова, і з 16 лютого 1894 обійняв посаду помічника бібліотекаря бібліотеки Харківського університету. З 1898 р. — виконувач обов'язків бібліотекаря, у 1900—1917 рр. — бібліотекар Фундаментальної бібліотеки Харківського університету. 1917—1922 — директор Бібліотеки Харківського університету.
Трагічно загинув під колесами поїзда 2 грудня 1930 року в Харкові.

## Внесок
З-під пера К. І. Рубинського вийшло понад 45 бібліотекознавчих праць. Всього він опублікував близько 60 праць, а велика кількість так і залишилась в рукописах. Найбільш значима неопублікована — «История русской библиотеки в дореволюционное время»(1925-26р.р.).
Близько тридцяти років він очолював одну з найстаріших українських книгозбірень. У найважчі часи він зберіг національну гордість України — бібліотеку Харківського університету, її унікальні фонди.
Брав активну участь у підготовці і проведенні Першого Всеросійського з'їзду з бібліотечної справи (1911), на якому виступив із доповідями: «Положение библиотечного дела в России и других государствах», «Библиотечные комиссии в академических библиотеках». Згідно з пропозиціями К. І. Рубинського, на з'їзді було прийнято резолюцію про створення зведеного каталогу російського бібліографічного покажчика. За його ініціативою почали виходити зведені каталоги періодичних видань бібліотек Харкова як спроба координації їх комплектування та використання.
К. І. Рубинський — член Товариства бібліотекознавства (з 1908 р.). Нагороджений орденами Св. Станіслава 3-го ступеня (1898), Св. Анни ІІІ-го (1902) та ІІ-го ступенів (1912).

## Праці
1. Рубинский К. И. Библиотека Харьковского университета за 100 лет ее существования (1805—1905) / К. И. Рубинский. — Х. : Печ. Дело, 1907. — 44 с.
2. Рубинский К. И. Положение вопроса о библиотечном персонале в Западной Европе и у нас: докл. чит. в заседании Общества библиотековедения, 22 нояб. 1908 / К. И. Рубинский // Записки Харьковского университета. — 1909. — Кн. 1, прил. — С. 1—35.
3. Рубинский К. И. Причины неустройства наших академических библиотек / К. И. Рубинский // Библиотекарь. — 1910. — Вып. 2. — С. 13—22 ; вып. 3/4. — С. 8—16.
4. Рубинский К. И. Положение библиотечного дела в России и других государствах / К. И. Рубинский // Труды Первого Всероссийского съезда по библиотечному делу, состоявшегося в Санкт-Петербурге с 1-го по 7-е июня 1911 г. : в 2 ч. — СПб., 1912. — Ч. 2 : Доклады. — С. 1—15. Рубинский К. И. Библиотека Харьковского университета за 100 лет ее существования (1805—1905) / К. И. Рубинский. — Х. : Печ. Дело, 1907. — 44 с.
5. Рубинський К. І. Проект з'єднання бібліотек / К. Рубинський // Культура і побут. — Х., 1928. — 17 листоп. — С. 6—7. — (Доп. до газ. «Вісті ВУЦВК», № 45).
6. 5.Российское библиотековедение: ХХ век. Направление развития, проблемы и итоги: опыт моногр. исслед. / сост. Ю. П. Мелентьева. — М. : ФАИР-ПРЕСС ; Пашков дом, 2003. — 428 с. — (Специальный издательский проект для библиотек).
7. Рубинский К. И. Условия работы в научных библиотеках / К. И. Рубинский // Научный работник. — 1926. — № 2. — С. 61–69.